# دوري السوبر الدنماركي 1992–93
دوري السوبر الدنماركي 1992–93 (بالدنماركية: Superligaen 1992-93)‏ هو الموسم 80 من  دوري السوبر الدنماركي. أقيم خلال الفترة 12 أغسطس 1992 وحتى 20 يونيو 1993، وأشرف على تنظيمه اتحاد الدنمارك لكرة القدم، وكان عدد الأندية المشاركة فيه  10، وفاز فيه نادي كوبنهاغن.